# تاورت
تاورت در اساطیر مصر باستان، به عنوان خدای پاسدار زنان باردار و زایش کودکان پنداشته می‌شده است.

## نمادشناسی
تاورت را به هیئت اسب آبی ماده‌ای با پستان‌های آویزان و با پای شیر ماده و با دم تمساح ترسیم شده است.

## پرستش
این خدا خدایی خانگی بود و در میان قشر فقیر مردم در خانه‌ها مورد پرستش قرار می‌گرفت.